# Joseph Jastrow

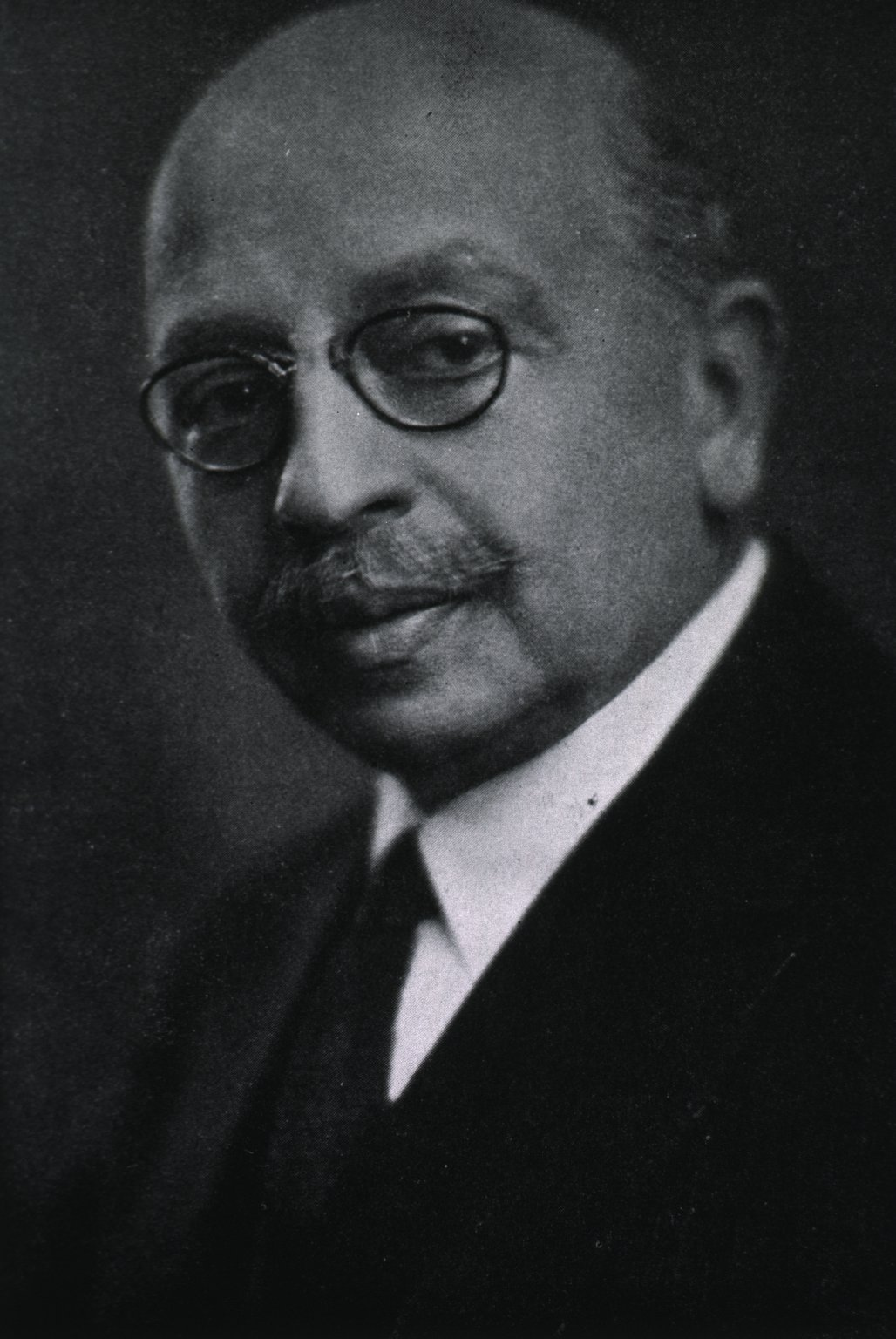
Joseph Jastrow

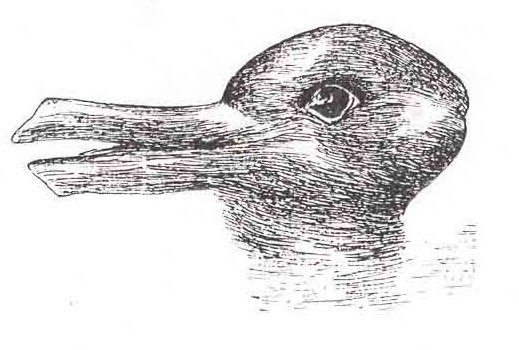
Kaczka czy królik? Złudzenie optyczne opublikowane przez Jastrowa w 1899

Joseph Jastrow (ur. 30 stycznia 1863 w Warszawie, zm. 8 stycznia 1944 w Stockbridge) – amerykański psycholog. Zajmował się m.in. złudzeniami optycznymi i wymyślił szereg dobrze znanych przykładów tych złudzeń (złudzenia Jastrowa). Pamiętany za wkład w psychologię eksperymentalną, psychofizykę i projektowanie eksperymentów.
Urodził się w Warszawie jako syn rabina Markusa Jastrowa; jego bratem był orientalista Morris Jastrow Jr. Razem z rodziną emigrował do Stanów Zjednoczonych w 1866 roku. Studiował na University of Pennsylvania, w 1886 otrzymał tytuł doktora na Johns Hopkins University. W 1888 otrzymał katedrę psychologii eksperymentalnej i porównawczej University of Wisconsin. Przewodniczący American Psychological Association (1900). Od 1927 profesor emeritus, w latach 1927–1933 wykładał w New School for Social Research w Nowym Jorku.
Tzw. eksperyment Peirce’a-Jastrowa uważany jest za pierwszy prawidłowo przeprowadzony eksperyment z randomizacją.
Żonaty z Rachel Szold, siostrą Henrietty Szold.

## Prace
- Charles Sanders Peirce, Joseph Jastrow „On Small Differences in Sensation”. Memoirs of the National Academy of Sciences 3, s. 73–83 (1885)
- The Time-Relations of Mental Phenomena. New York: Hodges 1890
- Epitomes of Three Sciences (1890)
- Fact and Fable in psychology. Boston: Houghton, Mifflin & Co, 1900
- The Subconscious (1906)
- The Qualities of Men (1910)
- Character and Temperament (1914)
- „Charles Peirce as a Teacher”. The Journal of Philosophy, Psychology, and Scientific Methods 13, 26, s. 723–726 (1916)
- The Psychology of Conviction (1918)
- Wish and Wisdom: Episodes in the Vagaries of Belief (1935)
- Story of Human Error (1936)